# Titadine
La titadine (ou Titadyn 30 AG) est un type de dynamite compressée, utilisée dans les mines et fabriquée dans le sud de la France par Titanite S.A. L'explosif se présente sous la forme de tubes colorés de 50 à 120 mm de diamètre. Il est très puissant et très rapide.

## Utilisation terroriste
La Titadine a été utilisée par le groupe ETA dans des attentats à la bombe perpétrés en Espagne ainsi que par le Hamas. 
En septembre 1999 un groupe constitué de membres de l'ETA et de séparatistes bretons attaque une usine à Plevin, et y vole huit tonnes de Titadine. En mars 2001, un autre vol de 1,6 tonne est effectué dans une usine à Grenoble. La majorité fut récupérée par la police, mais une partie fut utilisée par l'ETA dans des explosions de voitures dans des villes espagnoles.
L'utilisation de Titadine dans les trains touchés par les attentats du 11 mars 2004 à Madrid explique également en partie pourquoi ces attentats ont d'abord été attribués à l'ETA avant que cette piste ne soit abandonnée.